# Kitzingen
Kitzingen (pronunciación en alemán: /ˈkɪt͡sɪŋən/ⓘ) es una localidad alemana de unos 20 mil habitantes, capital del distrito homónimo, ubicada en la Baja Franconia, en el Estado federado de Baviera.
Rodeada por viñedos, el municipio de Kitzingen es el mayor productor de vino en Baviera y un centro comercial de vinos de la Franconia

## Historia

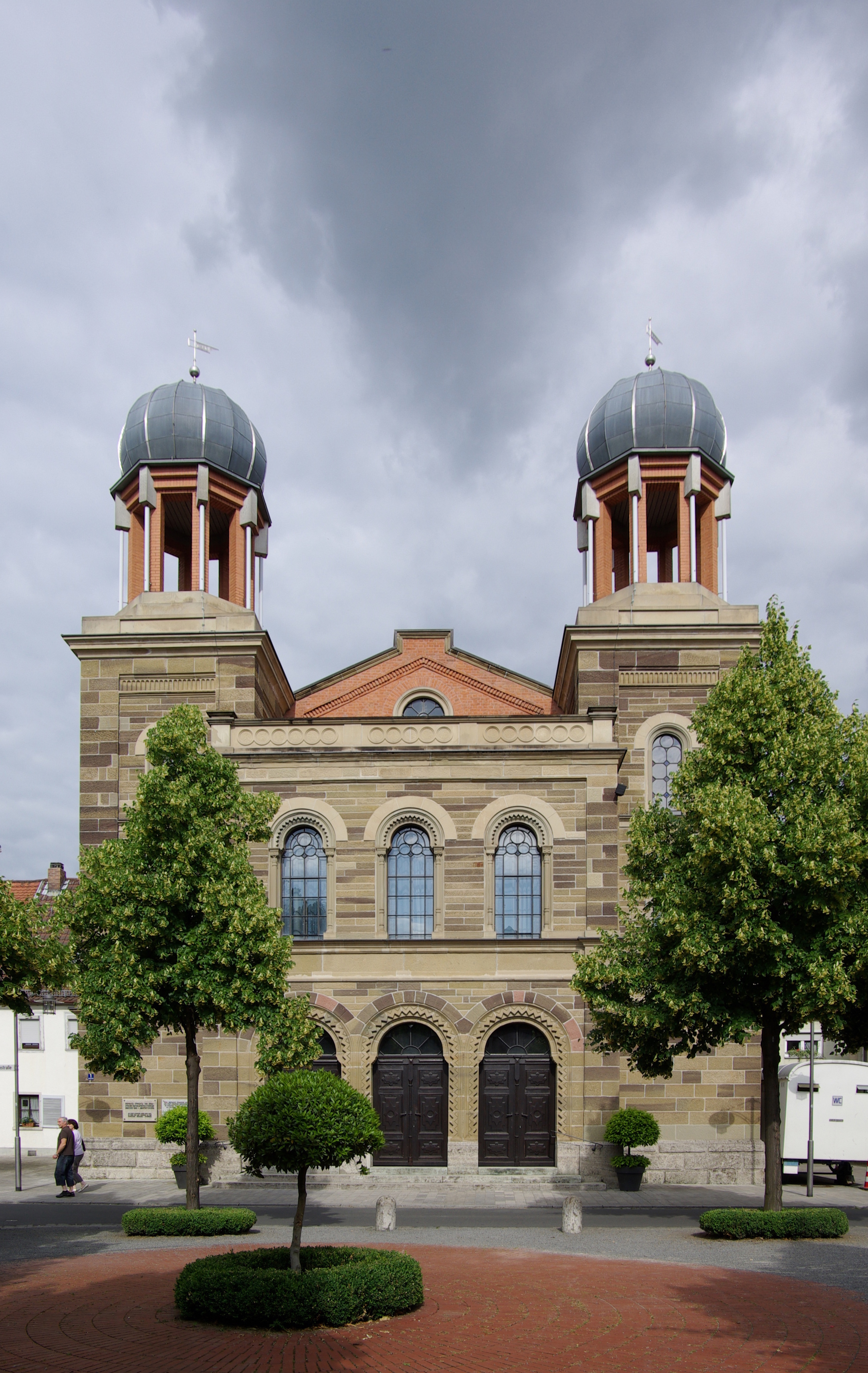
La antigua sinagoga de Kitzingen.

Durante la Guerra Fría, Kitzingen fue un área de práctica para el comando de las defensas aéreas estadounidenses (USAREUR) contra posibles ataques aéreos o nucleares soviéticos. Dos bases del Ejército de Estados Unidos, los cuarteles Larson y Harvey, estaban ubicados en Kitzingen. Por muchos años, albergaron a la 2.ª Brigada de la 3.ª División de Infantería. Uno de estos batallones, 6-41 Field Artillery, fue despleglado a la operación Tormenta del Desierto en 1990. El 29 de marzo de 2007, estos cuarteles fueron devueltos al gobierno alemán y la 1.ª División de Infantería retornó a Estados Unidos]. Desde enero de 2007 no hay personal militar estadounidense en Kitzingen. Las instalaciones fueron clausuradas y la vigilancia, descontinuada.

## Sitios de interés

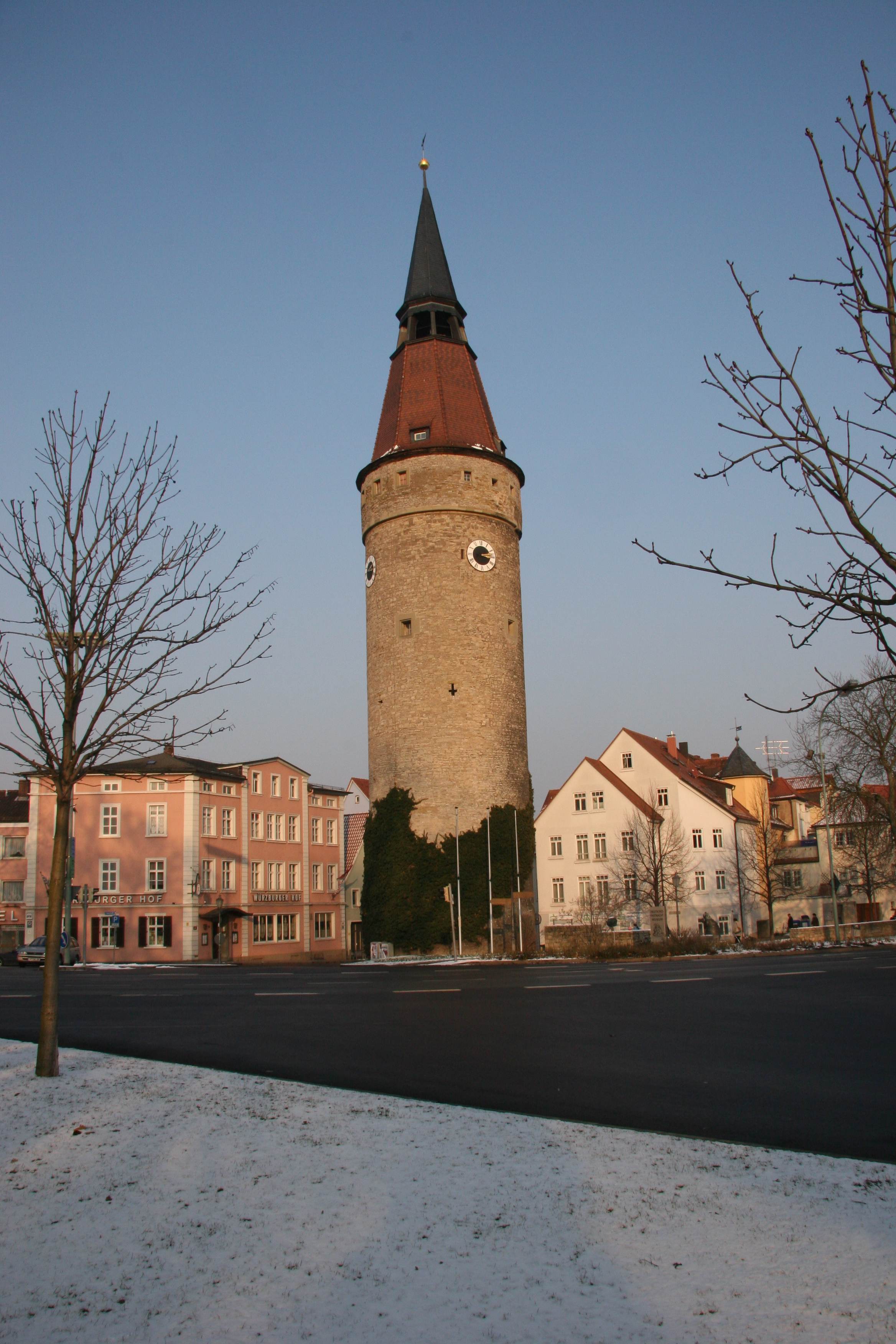
Torre (Falterturm) en Kitzingen.

El principal atractivo de la ciudad es la Torre inclinada, construida en el siglo XIII. Se distingue por su techo torcido. Según la leyenda de la ciudad, la torre fue construida durante una sequía y de los trabajadores utilizaron vino en vez de agua para hacer el mortero, lo que ocasionó que la parte superior de la torre se inclinara. Hoy endía, la torre alberga un museo del carnaval.

## Ciudades hermanadas
Kitzingen está hermanada con:
- - Montevarchi, Italia
- - Prades, Pirineos Orientales, Francia